# ケイシー (サウスカロライナ州)
ケイシー（英: Cayce) は、アメリカ合衆国サウスカロライナ州のレキシントン郡とリッチランド郡に跨る都市である。コンガリー川に沿ってある。2010年の国勢調査での人口は12,528 人だった。州都であるコロンビア市の南西に接しており、コロンビア都市圏に属している。
ケイシー市域の大半は州都コロンビア市からコンガリー川の対岸にあり、リッチランド郡に新たに併合された部分が開発を待っている状態にある。ケイシー市と隣接するウェストコロンビア市とは道路名や学校を共有しており、2つの市を合わせて「ケイシー・ウェストコロンビア」と集合的に呼ばれることもある。しかし、司法権は別の都市である。
コンガリー川は常にケイシーの発展に重要な役割を果たしてきた。ケイシーと周辺の地方政府が合同でコンガリー川に沿ったリバーウォークを開発して来ており、ウォーキング、ジョギング、自然観察などの機会を提供している。川の両岸の開発は、市の経済を推進する重要な要素である。

## 歴史

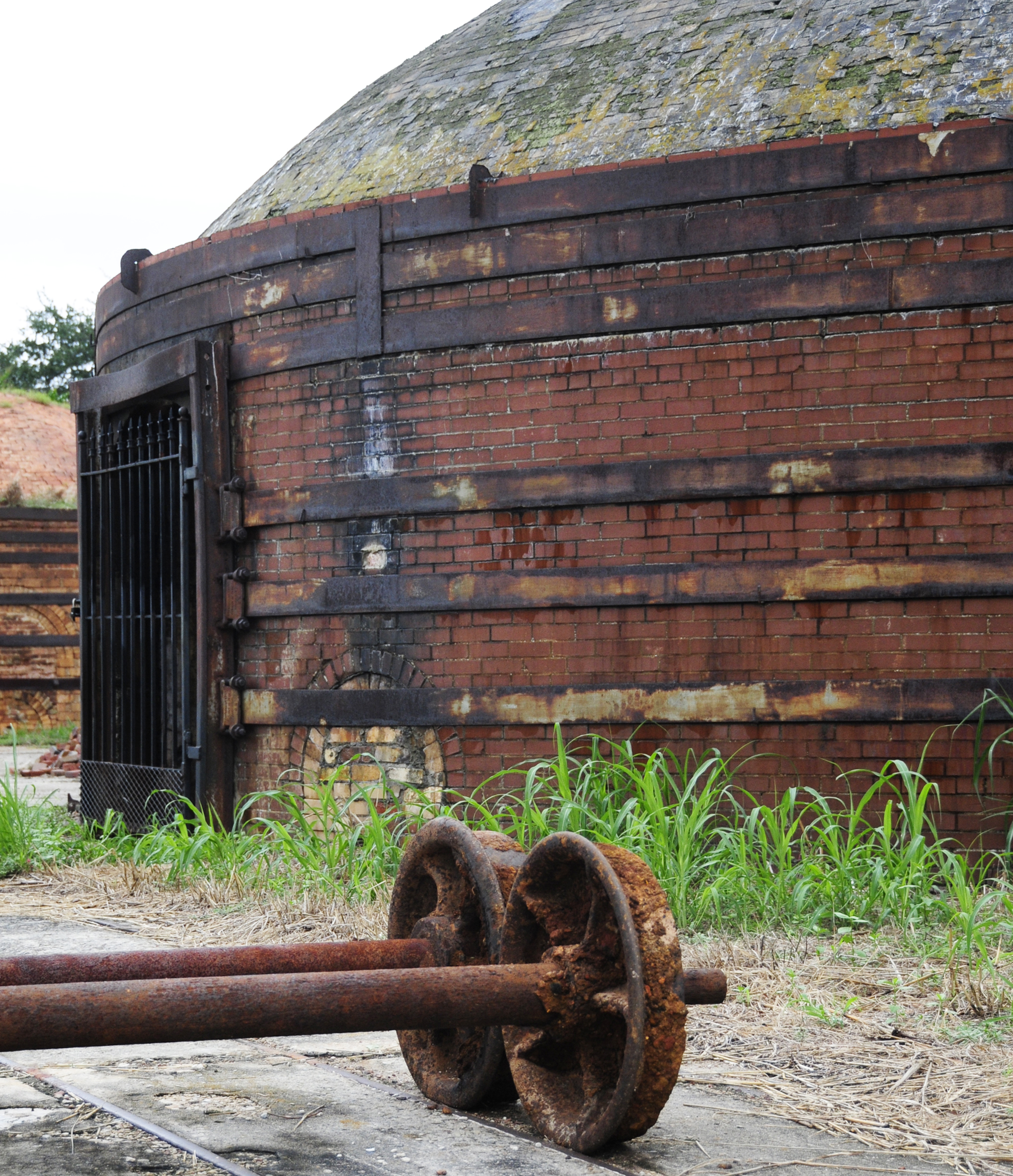
ギグナード・レンガ工場のキルンの1つ、1803年築

ケイシーとなった地域には少なくとも12,000年前からインディアン部族が住んでいた。市内ではマニング考古学遺跡、SAM遺跡、テイラー遺跡などが発見されている。
スペインの探検家エルナンド・デ・ソトが1540年にこの地域に入って来ており、ケイシーの町が今ある所、コンガリー・クリークで大きなインディアンの集落を見つけた。17世紀末近く、イングランド人ジョン・ローソンなどの探検家がこの地を訪れ、その記録を残した。1718年、イングランド人が最初の恒久的な砦を建設し、ミッドランズでは最初の構造物となった。1748年には川沿いに第2の砦が建設された。これらの砦はコンガリー砦第1号と同第2号と呼ばれた。1974年にはコンガリー遺跡の一部に指定された。
1803年コンガリー川の西岸にギグナード・レンガ工場が建設され、その後2世紀近くも現役で使われていた。
ケイシーは1914年に市として法人化され、実業家ウィリアム・J・ケイシーにちなんで名付けられた。

## 経済
ケイシーには、サウスカロライナ電気・ガス会社、カロライナ・ガス輸送、PSNCエナジー他、アメリカ合衆国南東部で操業する会社の親会社であるスキャナが本社を置いている。

## 交通
- サウスカロライナ州道2号線が市域内を通っている。 州間高速道路26号線と 同77号線も市内を横切っている。

- コロンビア都市圏空港（空港コードCAE）がケイシー市の市境に隣接してある。

## 教育
市内にブルックランド・ケイシー高校がある。

## 地理
ケイシー市は北緯33度57分48秒 西経81度3分59秒 / 北緯33.96333度 西経81.06639度 (33.963203, -81.066596)に位置している。サウスカロライナ州のミッドランズ地域に入っている。
アメリカ合衆国国勢調査局に拠れば、市域全面積は17.4平方マイル (45.1 km2)であり、このうち陸地16.6平方マイル (43.1 km2)、水域は0.77平方マイル (2.0 km2)で水域率は4.22%である。

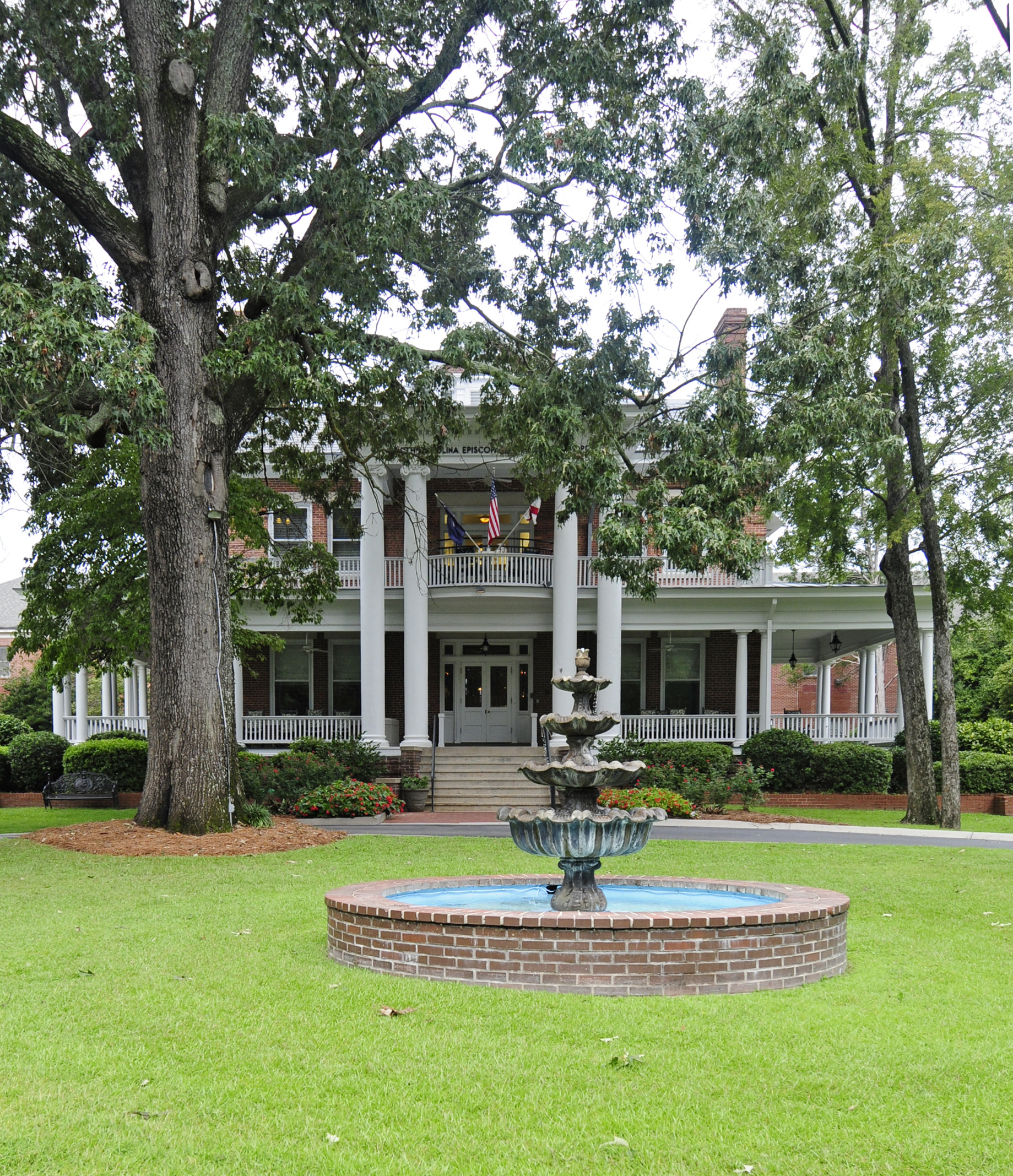
スティル・ホープス邸、1910年築

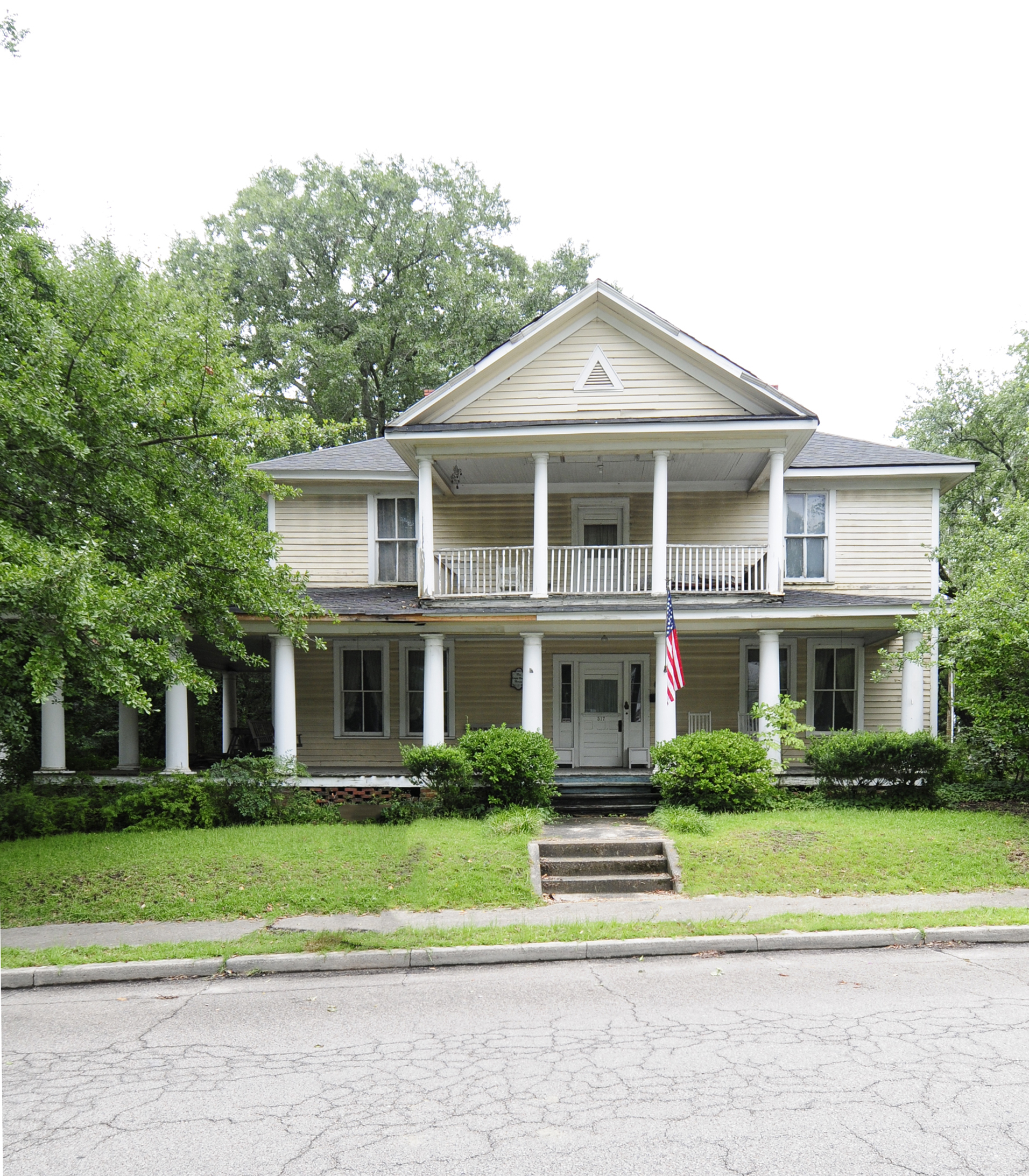
ウィリアム・J・ケイシー邸、1917年築

## 人口動態
以下は2000年国勢調査による人口統計データである。
| 基礎データ - 人口: 5,133 人 - 世帯数: 4,598 世帯 - 家族数: 3,079 家族 - 人口密度: 430.4人/km2（1,114.6 人/mi2） - 住居数: 5,517 軒 - 住居密度: 195.4軒/km2（506.1 軒/mi2） 人種別人口構成 - 白人: 74.55% - アフリカン・アメリカン: 22.50% - ネイティブ・アメリカン: 0.26% - アジア人: 1.08% - 太平洋諸島系: 0.15% - その他の人種: 0.67% - 混血: 0.80% - ヒスパニック・ラテン系: 1.28% 年齢別人口構成 - 18歳未満: 20.7% - 18-24歳: 14.1% - 25-44歳: 28.6% - 45-64歳: 21.9% - 65歳以上: 14.7% - 年齢の中央値: 36歳 - 性比（女性100人あたり男性の人口） - 総人口: 86.2 - 18歳以上: 81.8 | 世帯と家族（対世帯数） - 18歳未満の子供がいる: 24.4% - 結婚・同居している夫婦: 41.8% - 未婚・離婚・死別女性が世帯主: 14.5% - 非家族世帯: 40.0% - 単身世帯: 29.0% - 65歳以上の老人1人暮らし: 10.8% - 平均構成人数 - 世帯: 2.36人 - 家族: 2.89人 収入と家計 - 収入の中央値 - 世帯: 35,850米ドル - 家族: 43,560米ドル - 性別 - 男性: 30,317米ドル - 女性: 24,408米ドル - 人口1人あたり収入: 17,745米ドル - 貧困線以下 - 対人口: 17.0% - 対家族数: 9.8% - 18歳未満: 20.0% - 65歳以上: 8.2% |